# Arturo Benedetti Michelangeli
Arturo Benedetti Michelangeli (Brescia, Lombardía, 5 de enero de 1920-Lugano, Suiza, 12 de junio de 1995) fue un pianista italiano. Es considerado uno de los grandes virtuosos del piano del siglo XX y el pianista italiano más importante después de Ferruccio Busoni.

## Carrera musical
Sus primeras clases de música le fueron impartidas a los 3 años, al principio con el violín, luego el órgano, y posteriormente cambió al piano. A los diez años entró al Conservatorio de Milán. En 1938, a sus 18 años, comenzó su carrera musical internacional al participar en el concurso Eugène-Ysaÿe celebrado en Bruselas, donde acabó en séptima posición. (El jurado, del que formaba parte Arthur Rubinstein dio el primer premio a Emil Gilels. Según afirmó Rubinstein, la interpretación de Michelangeli había sido insatisfactoria, pero había mostrado una técnica impecable). Un año después ganó el primer premio en el Festival Internacional de Ginebra donde fue aclamado como un nuevo Liszt por el pianista y presidente del jurado Alfred Cortot.
Fue conocido por sus perfectas interpretaciones en cuanto a las notas se refiere. El profesor y comentarista David Dubal añade que fue el mejor con las primeras obras de Beethoven pero que parecía inseguro interpretando Chopin y diabólico en obras como la Chaconne  de Bach-Busoni o en las Variaciones Paganini de Brahms.
Empezó a ganar mucha reputación, siendo aclamado en las más grandes salas de Europa y los Estados Unidos. En 1949 fue invitado a Varsovia para participar en el festival recordatorio para el siglo del fallecimiento de Chopin. Distintos problemas de salud lo obligaron momentáneamente abandonar las giras de conciertos y entonces se dedicó con mucho éxito a la enseñanza. Fundó en 1964 en la ciudad de Brescia el “Festival de Piano”, quedando al frente del misma hasta 1969. Pero paralelamente a este acontecimiento, reinició su actividad como concertista, viajando a la Unión Soviética, luego a Japón, Estados Unidos y Alemania. Distintos problemas con el fisco italiano lo obligaron abandonar a su país de origen y emigró a Suiza, haciendo de Lugano su residencia.
Su virtuosismo fue extraordinario, un verdadero fuera de serie. Tenía una pureza llamativa en su ejecución, con una precisión notable en cada una de las notas; no importaba la velocidad con la cual debía tocar determinada obra, las mismas siempre se distinguían con absoluta claridad. No existía oscuridad alguna desde el punto de vista técnico como tampoco en el interpretativo, teniendo además una gran economía de movimientos. Escuchándolo tocar Domenico Scarlatti a través de las grabaciones y vídeos, se puede apreciar su toque cristalino y que “dibuja” los fraseos, con una melodía que se desarrolla a través de distintos planos sonoros.
A diferencia de otros grandes intérpretes, fue un desinteresado y excelente docente durante toda su vida. Entre sus discípulos se destacó la argentina Martha Argerich quien estudió con él en 1960.
Su repertorio era notablemente pequeño para un pianista con su prestigio. Debido a su obsesivo perfeccionamiento muy pocas de sus grabaciones fueron sacadas al mercado durante su vida, pero fueron aumentadas por numerosas grabaciones no autorizadas de sus conciertos en directo. Sus grabaciones autorizadas más destacadas fueron sus interpretaciones en directo en Londres de Gaspard de la nuit de Ravel, la Sonata para piano n.º 2 en si bemol menor de Chopin, el Carnaval Op. 9 y Faschingsschwank aus Wien Op. 26 de Robert Schumann. También su versión del Concierto n.º 5 de Beethoven, del Concierto n.º 1 y de Totentanz de Listz y los conciertos de Robert Schumann y Edvard Grieg. Por otro lado sus versiones del Concierto para piano en sol mayor y Gaspard de la nuit de Ravel permanecen como grabaciones de referencia. Su lectura del Concierto n.º 4 de Rajmáninov es comparable a la del mismo Rajmáninov. Sus Debussy series para DG son una referencia aunque han sido acusadas de poco atmosféricas. También fue un acreditado intérprete del compositor catalán Federico Mompou.
Fue un gran divulgador de la etnomusicología  y estimador del canto oral como origen de la canción popular procedente de la tradición oral (es decir la genuina música folclórica), esto particularmente en vista de su gran pasión por las áreas montañosas, en particular los Alpes del Trentino (allí aún resuenan los ecos del yodel suizo-tirolés). Las diecinueve armonizaciones de canciones populares que dedicó al coro de la S.A.T. de Trento representan su única actividad como compositor: una producción pequeña, pero que encierra toda la inmensurable elegancia estilística que siempre lo distinguió.

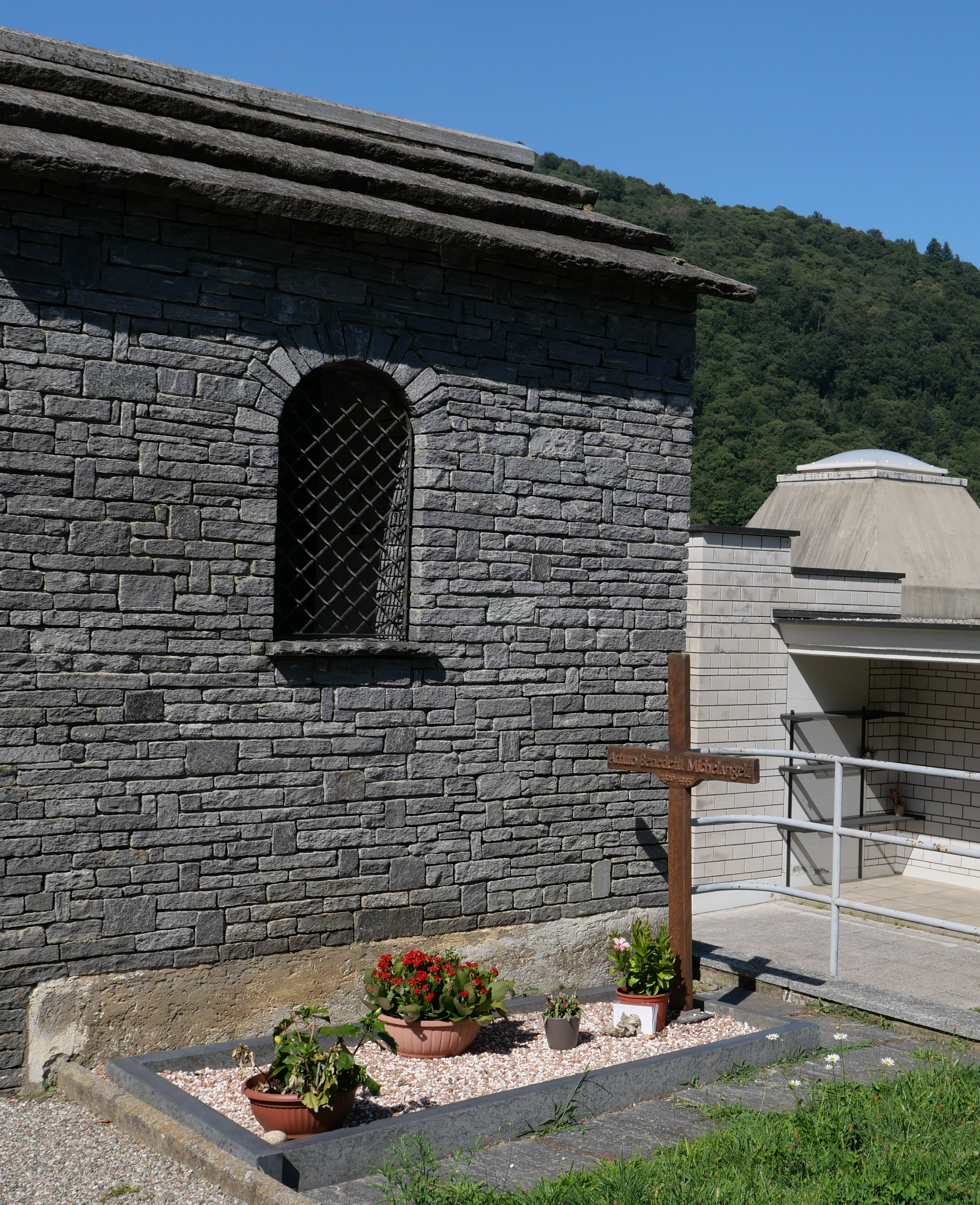
Tumba de Michelangeli en el cementerio de Pura, cerca de Lugano.

Fue un intérprete y un hombre de enorme personalidad, a veces injustamente acusado de frialdad hacia el público debido a la poca expresividad de su cara y lenguaje corporal durante los conciertos —fruto de su convicción de que un exceso de expresividad distraería la atención de lo realmente importante, es decir de lo que estaba tocando— y a su costumbre de no conceder bises. Esto último lo explicaba diciendo que ponía toda su energía mental y física en el concierto hasta el agotamiento, no quedándole fuerzas para nada más. Incomparable conocedor de la mecánica del piano, pretendía que en sus conciertos los instrumentos estuvieran en perfectas condiciones, llegando a llevar en sus giras dos de sus pianos, y rehusándose a tocar en varias oportunidades por no estar dadas todas las condiciones de puesta a punto de los instrumentos o de las salas. En 1987, durante un concierto en la Ciudad del Vaticano, dejó atónita a la audiencia cuando de pronto hizo retirar todas las macetas y floreros colocados alrededor del escenario porque, se supo después, oculto entre las plantas un grillo lo desconcentraba con su canto, totalmente inaudible para el público presente.
Su último concierto fue el 7 de mayo de 1993 en Hamburgo. Falleció tras una larga enfermedad en Lugano el 12 de junio de 1995.

## Discografía selecta
- Beethoven: Conciertos para piano n.º 1. Michelangeli; Giulini, 1980 (Deutsche Grammophon).
- Beethoven: Concierto para piano n.º 5. Michelangeli; Giulini, 1982 (Deutsche Grammophon).
- Beethoven: Concierto para piano n.º 3. Michelangeli; Giulini, 1987 (Deutsche Grammophon).
- Beethoven: Sonata para piano n.º 4. Michelangeli, 1971 (Deutsche Grammophon).
- Brahms & Schubert: Baladas n.º 1-4; Sonata para piano D. 537. Michelangeli, 1981 (Deutsche Grammophon).
- Chopin: Mazurcas (10); Preludios op. 45; Balada n.º 1; Scherzo n.º 2. Michelangeli, 1972 (Deutsche Grammophon).
- Debussy: Images I-II; Children's Corner. Michelangeli, 1971 (Deutsche Grammophon).
- Debussy: Préludes I. Michelangeli, 1978 (Deutsche Grammophon).
- Debussy: Préludes II. Michelangeli, 1988 (Deutsche Grammophon).
- Haydn: Conciertos para piano n.º 4 & 11. Michelangeli; De Stoutz, 1975 (EMI).
- Liszt & Beethoven: Concierto para piano n.º 1; Sonata para piano n.º 3. Michelangeli; Mitropoulos, 1953/1962 (Ermitage).
- Mozart: Conciertos para piano n.º 13 & 15. Michelangeli; Garben, 1990 (Deutsche Grammophon).
- Mozart: Conciertos para piano n.º 20 & 25. Michelangeli; Garben, 1989 (Deutsche Grammophon).
- Schumann: Carnaval; Carnaval de Viena. 1981 Michelangeli (Deutsche Grammophon).
- Schumann & Debussy: Concierto para piano; Images. Michelangeli; Barenboim, 1982/1984 (Deutsche Grammophon).
- Benedetti Michelangeli: El arte de Benedetti Michelangeli. Michelangeli; Garben/Giulini, 1957/1990 (Deutsche Grammophon).
- Benedetti Michelangeli: Todas las grabaciones para Deutsche Grammophon. Giulini/Garben/Barenboim, 1957/1990 (Deutsche Grammophon).
- Grandes Pianistas del Siglo XX - Vols. 68 & 69, 1998/1999 (Philips).